# Карлссон, Никлас (футболист)
Ла́рс Ни́клас Ка́рлссон (швед. Lars Nicklas Carlsson, 13 ноября 1979, Стокгольм) — шведский футболист, выступал на позициях защитника и полузащитника. Завершил карьеру по окончании сезона 2012 года.

## Карьера
Футболом начал заниматься в школе клуба «Броммапойкарна». Спустя год вместе с семьёй переехал в Дельсбу, где провёл 5 лет, после чего вновь вернулся в «Броммапойкарну». С этим клубом он в 18 лет и подписал свой первый профессиональный контракт. В дебютном сезоне 1998 года Никлас принял участие во всех играх своей команды, кроме одной, чем помог клубу занять первую строчку в турнирной таблице и выйти в Первый дивизион. На следующий год игравшего справа в обороне Карлссона тренеры перевели в центр, он вновь провёл большинство встреч в чемпионате, однако «Броммапойкарна» заняла десятую строчку по итогам сезона и вновь понизилась в классе. В двух последующих сезонах клуб из Броммы дважды имел шанс вернуться в Первый дивизион, однако в переходных матча в 2000 году они уступили «Ефле». В 2001 году «Броммапойкарна» вновь завоевала право сыграть в стыковых встречах, и на этот раз удача ей сопутствовала. По итогам двух встреч соперники из «Лулео» были разгромлены со счётом 7:1.
По окончании сезона 2002 года Никлас отправился на просмотр в стокгольмский АИК, за который выступал его отец и за который, по собственному признанию, он болел с самого детства. Он провёл в клубе предсезонные сборы и сыграл в одном международном матче, но тренерскому штабу команды не подошёл и был вынужден вернуться в «Броммапойкарну». Летом 2003 года у Карлссона возник вариант с переездом в датскую Суперлигу. Новый главный тренер «Орхуса» швед Сёрен Окебю пригласил его к себе в команду. Контракт с Никласом был подписан на два года.
За полгода до истечения контракта с датским «Орхусом» Никлас Карлссон вернулся в Швецию. Новый тренерский штаб АИКа, начинавшего сезон в Суперэттане, во главе с Рикардом Нурлингом проявил заинтересованность в центральном защитнике. После прохождения медицинского обследования марте 2005 года с ним был подписан контракт, рассчитанный на три года. Дебютный матч за стокгольмский клуб Карлссон провёл 17 апреля 2005 года, когда в домашней встрече с «Дегерфорсом» он вышел в стартовом составе. Матч завершился минимальной победой хозяев 1:0. 9 июня Никлас открыл свой бомбардирский счёт в новом клубе. Именно его гол после паса Даниэля Чернстрёма принёс АИКу победу над «Отвидабергом». По итогам сезона АИК занял первую строчку в турнирной таблице и завоевал место в Аллсвенскане, а Никлас Карлссон стал одним из лучших бомбардиров команды, забив 7 мячей.
По истечении действующего новый контракт с Карлссоном в столичной команде продлевать не стали и в конце октября 2007 года он подписал трёхлетнее соглашение с завоевавшим титул чемпиона страны «Гётеборгом». Не успев провести за новый клуб и нескольких игр, в апреле 2008 года он получил серьёзную травму плеча, в связи с чем выбыл из строя до конца сезона. Оправившись от травмы в 2009 году Никлас принял участие в 6 играх, каждый раз выходя на замену. Дебютная игра в составе «Гётеборга» в чемпионате Швеции состоялась 4 мая 2009 года. На 69-й минуте встречи он сменил на поле Робина Сёдера. В июне Никлас снова получил серьёзную травму, вынудившую его пропустить остаток сезона.
Завершившийся контракт в «Гётеборге» с Никласом Карлссоном продлевать не стали, и он вернулся в «Броммапойкарну», клуб, с которого начиналась его профессиональная карьера, подписав контракт на два года. За время своего контракта Карлссон помог «Броммапойкарне» занять в 2012 году второе место в таблице, позволившее в будущем сезоне выступать в Аллсвенскане. По окончании сезона Никлас принял решение о завершении карьеры игрока.

## Достижения
АИК
- Серебряный призёр чемпионата Швеции: 2006
- Победитель Суперэттана: 2005

 Гётеборг
- Серебряный призёр чемпионата Швеции: 2009
- Бронзовый призёр чемпионата Швеции: 2008
- Обладатель Кубка Швеции: 2008
- Финалист Кубка Швеции: 2009

## Личная жизнь
Отец Никласа, Ларс Карлссон, также футболист. С 1979 по 1982 год выступал на позиции нападающего за стокгольмский АИК.